# Bruyelle War Cemetery
Bruyelle War Cemetery is een Britse militaire begraafplaats met gesneuvelden uit de Tweede Wereldoorlog gelegen in het Belgische dorp Bruyelle, een deelgemeente van Antoing. De begraafplaats ligt aan de N507 op 1 km ten zuiden van het dorpscentrum (Église Sainte Rictrude). Het terrein heeft de vorm van een parallellogram en is omgeven door een beukenhaag. In de onderste hoek van het terrein ligt de toegang en het Cross of Sacrifice staat er recht tegenover in de bovenste hoek. De begraafplaats wordt onderhouden door de Commonwealth War Graves Commission.
Er liggen 147 Britten begraven van wie er 17 niet meer geïdentificeerd konden worden.

## Geschiedenis
Alle slachtoffers, behalve één, vielen in mei 1940 toen het Britse Expeditieleger (BEF) betrokken was bij de verdediging van de frontlijn aan de Schelde om de terugtrekking van hun troepen naar Duinkerke veilig te stellen. Van hen werden er 58 hier oorspronkelijk begraven, de anderen werden in november 1940 vanuit dorpen uit de omgeving naar hier overgebracht. Toen de geallieerden in september 1944 België bevrijdden, werd nog één gesneuvelde in de begraafplaats bijgezet.